# Ladislav Fuks
Ladislav Fuks (24 de septiembre de 1923, Praga - 19 de agosto de 1994, Praga) fue un escritor checo.

## Vida

#### La juventud del escritor
Era hijo de un policía, un hombre duro que le impidió expresar bien sus sentimientos. Su madre, por otro lado, le inculcó una educación social adecuada. Por lo tanto, la infancia no fue el período más feliz de Fuks. Además, durante la adolescencia, Ladislav Fuks, fue consciente de su diferente orientación sexual, la cual debía ocultar cuidadosamente. Creció al principio de la Segunda Guerra Mundial. Experimentó el cruel destino de sus compañeros judíos del instituto. Él mismo sufrió de una fuerte sensación de peligro porque no solo los judíos y los gitanos, sino también los homosexuales desaparecieron en los campos de concentración. Esta pudo ser una de las razones por las que era capaz de captar tan bien los sentimientos de los judíos a pesar de que él no lo era.  

#### Estudios y primeros empleos
Ladislav Fuks después de acabar sus estudios, trabajó en la administración agrícola en Hodonín. Después de la Segunda Guerra Mundial, estudió en la Facultad de Artes en la Universidad Carolina, donde se centró en Filosofía, Psicología e Historia del arte. Se graduó en el año 1949. Después de un corto período de tiempo trabajando como empleado en fábricas de papel, empezó a trabajar como cuidador de los monumentos y trabajó en el castillo estatal de Kynžvart, donde quedó fascinado por la colección de curiosidades de Metternich. Desde 1959, Fuks trabajó en la Galería Nacional.  

#### Orientación política y muerte
Ladislav Fuks es criticado a veces por sus trabajos de finales de la década de los años 60, porque parece estar marcado por la influencia de la normalización y la inclinación hacia un establecimiento socialista. Sin embargo, no se puede negar que su nombre tiene su lugar en el campo de la obra literaria checa de la segunda mitad del siglo XX, gracias a sus ideas de difundir la tolerancia y defender a las minorías nacionales oprimidas.  
Ladislav Fuks pasó la mayor parte de su vida personal en soledad o en compañía de jóvenes con antecedentes delictivos en su mayoría, y que, en muchos casos, trabajaban como prostitutos. Murió el 19 de agosto de 1994 en su apartamento en Praga - Dejvice, pero su cuerpo no fue descubierto hasta varios días después.

## Obra
Los temas principales de su obra fueron: la ansiedad, la falta de libertad y la violencia. También escribió mucho sobre la Segunda Guerra Mundial y el Holocausto como algo que unifica todos los temas mencionados. La mayor parte de su trabajo es autobiográfico, muchas veces en secreto. Lo que une casi todas sus obras es la figura de un niño sensible y débil, que vive en su mundo interior y anhela una amistad emocional. Este personaje, que es un niño sufriente y torturado, es el rasgo más típico de la autobiografía. Otro rasgo biográfico es que Fuks era un maestro de las máscaras y alegorías porque naturalmente se vio obligado a usar máscaras en su vida como homosexual por la época en que vivió. Su obra también tiene mucho que ofrecer con su orientación psicológica.  

#### Señor Theodor Mundstock (Pan Theodor Mundstock)
Ladislav Fuks entró en el mundo literario con la novela Señor Theodor Mundstock en 1963. Aunque no es su primera novela, es una novela muy madura y con profundidad psicológica.   
La historia trata sobre el destino de un judío de Praga. Antes de la guerra era un ayudante ordinario en una tienda con cuerdas, y durante la guerra se vio obligado a trabajar como barrendero. También ha experimentado una serie de alucinaciones y diálogos con su sombra, a la que llama Mon, causada por su enfermedad mental: la esquizofrenia. La enfermedad aumenta en este periodo de su vida por la posibilidad de ser transportado a un campo de concentración. Por lo tanto, decide prepararse para sobrevivir allí. Desarrolla varios procedimientos, por ejemplo, entrena tirando de una maleta pesada y sosteniéndola correctamente, entrena cómo hablar con los guardias, se muere de hambre e intenta su propia ejecución. Poco a poco, se siente preparado, y así el miedo y los síntomas de su enfermedad mental desaparecen.  
Cuando sus conocidos son transportados, el Sr. Mundstock cuida de su hijo, Šimon. Mundstock le enseña sus procedimientos para darle las mismas posibilidades de supervivencia. Un día los dos tienen que ir al transporte, Mundstock está feliz porque ya no vive en la inseguridad y se siente preparado para lo que le espera. De camino al lugar de la reunión, ve a Šimon en la acera opuesta y quiere ir hacia él. Se detiene en medio de la carretera para cambiar la maleta de una mano a la otra, como practicaba antes, y mientras avanza lo atropella un camión alemán.   

#### El incinerador de cadáveres(Spalovač mrtvol, 1967)
Esta es la obra maestra de Fuks, y trata sobre Karel Kopfrkingl que trabaja en el crematorio. Él se convierte en un asesino e intenta matar a toda su familia. Por una parte, debido a la ideología nazi. Por otra parte, porque fue influenciado por la filosofía oriental.  

#### La muerte de cobayo (Smrt morčete 1969)
Es una colección de cuentos donde se representan varias áreas temáticas, la mayor parte del espacio está dedicado a la cuestión judía.